# دنیل کوینتروس
دنیل کوینتروس (انگلیسی: Daniel Quinteros؛ زادهٔ ۱۰ مارس ۱۹۷۶) بازیکن فوتبال اهل آرژانتین است.
از باشگاه‌هایی که در آن بازی کرده‌است می‌توان به باشگاه فوتبال بانفیلد، باشگاه فوتبال لانوس، باشگاه فوتبال لیبرتاد، باشگاه اتلتیکو ایندپندینته، باشگاه فوتبال روساریو سنترال، و باشگاه فوتبال آپولون لیماسول اشاره کرد.